# Escándalo de sangre contaminada en el Reino Unido
El escándalo de sangre contaminada en el Reino Unido sucedió en los años 1980, cuando entre 4.000 y 27.000 personas con hemofilia se infectaron con hepatitis C y VIH por recibir productos de coagulación contaminados. Estos fueron suministrados por el Servicio Nacional de Salud (NHS) y la mayoría eran importados de los Estados Unidos.
El informe estadístico «Infected Blood Enquiry», supervisado por David Spiegelhalter, se propuso establecer las cifras reales de infectados y fue publicado en septiembre de 2022. Concluyó que alrededor de 1.250 hemofílicos fueron infectados con el VIH y otros casi 2.400 con hepatitis C, habiendo muerto el 75% y el 29% de las víctimas respectivamente.

## Infección
Las personas se infectaron principalmente a través del factor VIII, un fármaco derivado del plasma y que para su creación de un lote requería 60.000 donantes de sangre. El Reino Unido entonces no podía satisfacer la demanda y por ello decidió importar factor VIII estadounidense. En los Estados Unidos existe la compraventa de sangre, entonces no se excluía a dadores presos o drogadictos y solo bastaba un infectado para contaminar todo un lote del producto.
Ninguna entidad sanitaria, farmacéutica o gobierno británico ha admitido responsabilidad alguna en el escándalo. No obstante, se hay una investigación pública en curso y en agosto de 2022 se concedieron indemnizaciones provisionales a 3.000 víctimas supervivientes, que debían pagarse urgentemente debido a la altísima tasa de mortalidad de los perjudicados. 
La hemofilia es un trastorno genético mayoritariamente hereditario que altera la capacidad del cuerpo para coagular, un proceso necesario para detener el sangrado . Esto da como resultado que las personas sangran por más tiempo después de una lesión, se forman moretones con facilidad y aumentan el riesgo de sangrado dentro de las articulaciones u otras partes del cuerpo. </link>
Algunos de los ejemplos más famosos de recolección arriesgada de plasma son los de Luckner Cambronne, quien llegó a ser conocido como "El Vampiro del Caribe", y también los de Crysosan Ltd, una empresa con sede en Canadá que fue declarada culpable de recolectar plasma del cadáveres de rusos muertos y reetiquetándolos como procedentes de donantes suecos.

### Responsables
Los productos fueron importados por Bio Products Laboratory (BPL) y en su mayoría los fabricantes fueron: Abbott (Profilate), Armour Pharmaceuticals (Factorate), Bayer, Immuno (Kryobulin), Laboratorios Cutter (Koate), Speywood (Humanate) y Travenol/Hyland: propiedad de Baxter International (Hemofil/Interhem).

## Historia
Los peligros de los concentrados de factor se habían planteado desde sus inicios. En 1974 la física estadounidense Judith Graham advirtió sobre los productos y los describió como «peligrosos y poco éticos». En 1975 la Organización Mundial de la Salud instó a todos los países a aspirar a la autosuficiencia en productos sanguíneos y advirtió al Reino Unido de que no importe sangre de países con una alta prevalencia de hepatitis; como los Estados Unidos.
En septiembre de 1975 se publicó un artículo que detallaba los casos de un nuevo tipo de hepatitis.
En diciembre de 1975, un episodio del programa Mundo en Acción destacó el peligro de hepatitis por los productos importados con factores de coagulación.
A finales de 1978 más del 50% del factor VIII utilizado en Inglaterra se importaba del extranjero. Esto se debió a que el país no había logrado ser autosuficiente en sus propios suministros.
La BPL, que fabricaba productos sanguíneos en el Reino Unido, tenía continuos problemas por falta de financiación. El Informe Archer decía: "En julio de 1979, la Inspección de Medicamentos visitó BPL. Informaron que los edificios nunca fueron diseñados para la escala de producción prevista. Comentaron: "Si se tratara de una operación comercial, no dudaríamos en recomendar que cesara la fabricación hasta que las instalaciones se mejoraran a un nivel mínimo aceptable". BPL fue rescatada por Crown Immunity. Entre sus recomendaciones, la Inspección aconsejaba: "Bajo ninguna circunstancia se debe aumentar la producción de ningún producto bajo las condiciones de fabricación existentes". Mientras tanto, la planta existente continuó la producción, confiando en Crown Immunity para prescindir de todos los requisitos de la Ley de Medicamentos, pero sólo pudo cumplir alrededor del 40% de los requisitos nacionales".

### Años 1980
En julio de 1982 los estadounidenses Centros para el Control y Prevención de Enfermedades (CDC), informaron que hemofílicos habían desarrollado sida y sugirieron que usar productos con factores de coagulación no tratados era la posible causa de transmisión. Los CDC reiteraron esa creencia en marzo de 1983.
En mayo de 1983 el Centro de Vigilancia de Enfermedades Transmisibles de Gales e Inglaterra aconsejó: «Todos los productos sanguíneos elaborados después de 1978, a partir de sangre donada en los Estados Unidos, deberían retirarse del uso hasta que se haya aclarado su riesgo de transmisión del sida». Los productos no fueron retirados y el Ministerio de Salud respondió que: «la sugerencia es prematura».
En septiembre, un folleto británico distribuido a los donantes de sangre respondió a la pregunta de ¿El sida puede transmitirse a través de productos sanguíneos? con un: «Es casi seguro que sí». En noviembre el ministro de salud británico, Kenneth Clarke, dijo al Parlamento: «No hay pruebas concluyentes de que el sida se transmita por productos sanguíneos» y la importación de productos infectados continuó.
En diciembre, un estudio demostró concluyentemente que el riesgo de que un hemofílico contrajera hepatitis C mediante el uso de productos con factores de coagulación no tratados: era del 100% tras la primera exposición.

### Causa judicial
En enero de 1984, Lord Glenarthur (Subsecretario de Estado Parlamentario del DHSS) dijo que "sigue siendo cierto que no hay pruebas concluyentes de la transmisión del SIDA a través de productos sanguíneos, aunque las pruebas circunstanciales son sólidas", y, nuevamente, continuó el uso de productos con factor de coagulación no tratados y su importación.
En abril de 1989 se inició el Litigio sobre hemofilia por VIH, que culminó en diciembre de 1990 con un acuerdo extrajudicial.
En abril de 2000, el Ministerio de Salud inició una auditoría interna para examinar la pérdida de registros relacionados con los litigios por hepatitis C. El informe concluyó: «Una decisión arbitraria e injustificada, probablemente tomada por un miembro del personal sin experiencia, fue responsable de la destrucción de una serie de archivos que contenían las actas y documentos de antecedentes del <i>Comité Asesor sobre la Seguridad Virológica de la Sangre</i> (ACVSB)».
En 1990 el Secretario de Relaciones Exteriores, David Owen, dijo: «Puedo ver por qué algunas personas no estarían contentas con que se revelen todos los hechos, porque demostraría negligencia». En septiembre de 2016, pronunció un discurso en Londres durante el cual dijo que el escándalo había sido encubierto.
El difunto Lord Archer de Sandwell presidió una investigación independiente financiada con fondos privados iniciada en 2007. El Informe Archer se publicó en 2009 y tenía como objetivo descubrir las causas de los acontecimientos que provocaron miles de infecciones y muertes. El informe no tenía estatus legal ni oficial y no podía citar a testigos ni exigir la divulgación de documentos.  No obstante, trató de abordar la cuestión de la falta de pruebas y documentos relacionados con el escándalo. Por ejemplo, los documentos ministeriales de Lord Owen habían sido destruidos. "No hemos podido determinar quién llevó a cabo la destrucción de los documentos ni quién dio las instrucciones. Pero parece ineludible la conclusión de que algún funcionario tomó una decisión para la que no tenía autoridad, o que alguien fue culpable de un grave error de juicio. La consecuencia es que Lord Owen ha hecho todo lo posible para recordar los detalles de los acontecimientos de hace un cuarto de siglo, pero tanto él como nosotros hemos sido privados de las fuentes primarias", informó Lord Peter Archer. Lord Jenkin también expresó sus dificultades para obtener documentos para la investigación, aunque el informe decía: "Posteriormente recibió del Departamento dos paquetes de documentos. Uno de ellos debía ser tratado como confidencial". Lord Jenkin consideró que la destrucción de registros fue deliberada y se hizo "para trazar una línea bajo el desastre".
Otro error de gestión se describe en la investigación: "la mala manipulación de documentos se produjo en relación con una serie de expedientes relacionados con el Comité consultivo sobre la seguridad virológica de la sangre entre mayo de 1989 y febrero de 1992 que se encontraron desaparecidos". El informe continúa diciendo: "De hecho, fueron destruidos durante el período comprendido entre julio de 1994 y marzo de 1998". Al resumir estos hechos se afirma que "algunos de los que nos declararon sospecharon que hubo un ejercicio de supresión de pruebas de negligencia o mala conducta".
En julio de 2017 se inició una acción legal grupal, Jason Evans & Ors contra el gobierno, en nombre de más de 500 personas. Después de años de creciente presión por parte de activistas y parlamentarios, la primera ministra Theresa May anunció una investigación pública completa en todo el Reino Unido sobre el escándalo. En septiembre un fallo judicial falló a favor de las víctimas, permitiéndoles iniciar una acción ante el Tribunal Superior para reclamar daños y perjuicios.

## Reparaciones
En 1991 el gobierno de John Major dispuso pagar 42 millones de libras esterlinas a los infectados con VIH, unas 1.437 personas reparadas, que recibieron ₤29.000 cada una.
Los sucesivos gobiernos, tanto laboristas como conservadores, han sido criticados por su gestión del caso, sus limitados planes de apoyo y su negativa a realizar una investigación pública (hasta 2017). Se ha brindado cierto apoyo limitado a personas seleccionadas a través de fundaciones benéficas, aunque nunca se han pagado daños a las víctimas o sus familias.
En 2017, los conservadores anunciaron más fondos para aquellos con hepatitis C crónica en primera etapa, pero, según se informó, este dinero adicional provendría de fondos para otras víctimas de sangre contaminada. El Departamento de Salud fue acusado de robar a un grupo de víctimas para pagar a otro. Los funcionarios afirmaron que había puesto a disposición £125 millones adicionales, más que cualquier gobierno anterior, pero los críticos dijeron que este dinero simplemente se contabilizó como un costo para el NHS por extender antes los tratamientos a aquellos con hepatitis C. 